# Zagiridia
Zagiridia és un gènere d'arnes de la família Crambidae descrit per George Hampson el 1897.

## Taxonomia
- Zagiridia alamotralis Viette, 1973
- Zagiridia noctualis Hampson, 1897